# Philippe Gavi
Philippe Gavi, né en 1940, est un journaliste français.

## Biographie
Il fut, en 1973, l'un des fondateurs du journal Libération (avec Serge July, Jean-Paul Sartre, Bernard Lallement et Jean-Claude Vernier). Il est spécialisé dans les questions concernant les médias.